# Evgenij Pečënkin
Evgenij Gennad'evič Pečënkin (in russo Евгений Геннадьевич Печёнкин?; traslitterazione anglosassone Evgeny Gennadyevich Pechonkin; Krasnodar, 9 ottobre 1973) è un ex ostacolista, lunghista e bobbista russo.

## Biografia

### Atletica leggera
Pečënkin ha praticato l'atletica leggera per lunga parte della sua carriera sportiva. Specialista negli ostacoli, ha partecipato a tre olimpiadi competendo nei 110 hs ad Atlanta 1996, a Sydney 2000 e ad Atene 2004, arrivando ai quarti di finale sia nel 1996 che nel 2004 mentre nel 2000 si fermò al primo turno. Ai mondiali invece non superò le batterie di qualificazione a Stoccarda 1993 mentre giunse sesto a Edmonton 2001, gareggiando nella finale vinta da Allen Johnson. Ha vinto la medaglia d'oro ai mondiali juniores di Seoul 1992 nei 110hs e ha gareggiato anche del salto in lungo piazzandosi al quinto posto finale, rappresentando la Comunità degli Stati Indipendenti.

### Bob
Passò al bob a 32 anni, nel 2005 come frenatore per la squadra nazionale russa ed esordì in Coppa del Mondo all'avvio della stagione 2005/06, il 10 dicembre 2005 a Igls dove si piazzò al 28º posto nel bob a due. Dal 2006/07 iniziò a gareggiare anche in Coppa Nordamericana e in Coppa Europa. Colse il suo unico podio in Coppa del Mondo il 13 gennaio 2008 a Cortina d'Ampezzo quando fu secondo nella gara a quattro con Aleksandr Zubkov, Filipp Egorov e Aleksej Selivërstov.
Prese parte a due edizioni dei campionati mondiali piazzandosi 10º nel bob a quattro ad Altenberg 2008 (pilotato da Evgenij Popov) e 21º nel bob a due a Lake Placid 2009 con Aleksej Gorlačëv mentre agli europei conta una presenza e l'undicesimo posto raggiunto il 23 gennaio 2010 a Igls 2010 in coppia con Dmitrij Abramovič, in quella che fu la sua ultima gara della carriera.

## Palmarès

### Atletica leggera
| Anno                                      | Manifestazione    | Sede       | Evento         | Risultato        | Prestazione | Note                          |
| ----------------------------------------- | ----------------- | ---------- | -------------- | ---------------- | ----------- | ----------------------------- |
| In rappresentanza della Squadra Unificata |                   |            |                |                  |             |                               |
| 1992                                      | Mondiali juniores | Seul       | 110 m hs       | Oro              | 13"87       |                               |
| 1992                                      | Mondiali juniores | Seul       | Salto in lungo | 5º               | 7,58 m      | Miglior prestazione personale |
| In rappresentanza della Russia            |                   |            |                |                  |             |                               |
| 1993                                      | Mondiali          | Stoccarda  | 110 m hs       | Qualificazione   | 13"85       |                               |
| 1995                                      | Mondiali indoor   | Barcellona | 60 m hs        | Semifinale       | 7"75        |                               |
| 1996                                      | Giochi olimpici   | Atlanta    | 110 m hs       | Primo turno      | 13"86       |                               |
| 2000                                      | Giochi olimpici   | Sydney     | 110 m hs       | Quarti di finale | 13"62       |                               |
| 2001                                      | Mondiali indoor   | Lisbona    | 60 m hs        | Semifinale       | 7"63        |                               |
| 2001                                      | Mondiali          | Edmonton   | Salto in lungo | Finale (6º)      | 13"52       |                               |
| 2004                                      | Giochi olimpici   | Atene      | 110 m hs       | Quarti di finale | 13"53       |                               |

### Bob

#### Coppa del Mondo
- 1 podio (nel bob a quattro):
  - 1 secondo posto.

#### Coppa Europa
- 1 podio (nel bob a quattro):
  - 1 terzo posto.

#### Coppa Nordamericana
- 3 podi (2 nel bob a due, 1 nel bob a quattro):
  - 1 vittoria (nel bob a due);
  - 2 secondi posti (1 nel bob a due, 1 nel bob a quattro).